# Minden idők legjobb filmjei (Guardian)
The Guardian brit napilap szakújságírói által 2010-ben összeállított lista szerint minden idők legjobb filmjei:

## Szerzői film és dráma
1. Andrej Rubljov (Andrej Tarkovszkij, 1969)
2. Mulholland Drive (David Lynch, 2001)
3. Atalante (Jean Vigo, 1934)
4. Tokiói történet (Ozu Jaszudzsiró, 1953)
5. Aranypolgár (Orson Welles, 1941)
6. Mechanikus narancs (Stanley Kubrick, 1971)
7. Mennyei napok (Terrence Malick, 1978)
8. A nap vége (Ingmar Bergman, 1957)
9. Fehér szalag (Michael Haneke, 2009)
10. Máté evangéliuma (Pier Paolo Pasolini, 1964)
11. Aguirre, Isten haragja (Werner Herzog, 1972)
12. Az út éneke (Satyajit Ray, 1955)
13. A megalkuvó (Bernardo Bertolucci, 1970)
14. Halál Velencében (Luchino Visconti, 1971)
15. A Keresztapa I. és A Keresztapa II. (Francis Ford Coppola, 1972, 1974)
16. Diploma előtt (Mike Nichols, 1967)
17. Vérző olaj (Paul Thomas Anderson, 2007)
18. Patyomkin páncélos (Szergej Mihajlovics Eisenstein, 1925)
19. A játékszabály (Jean Renoir, 1939)
20. New York árnyai (John Cassavetes, 1959)
21. Távoli hangok, csendélet (Terence Davies, 1988)
22. Szent Johanna - Jeanne D'Arc (Carl Theodor Dreyer, 1928)
23. Az édes élet (Federico Fellini, 1960)
24. Hullámtörés (Lars Von Trier, 1996)
25. A méhkas szelleme (Victor Erice, 1973)

## Bűnügyi
1. Kínai negyed (Roman Polanski, 1974)
2. A gonosz érintése (Orson Welles, 1958)
3. Szédülés (Alfred Hitchcock, 1958)
4. Sivár vidék (Terrence Malick, 1973)
5. A vihar kapujában (Akira Kurosawa, 1950)
6. Kettős kárigény/Gyilkos vagyok (Billy Wilder, 1944)
7. Öld meg Cartert! (Mike Hodges, 1971)
8. Ponyvaregény (Quentin Tarantino, 1994)
9. Rejtély (Michael Haneke, 2005)
10. Nagymenők (Martin Scorsese, 1990)
11. Magánbeszélgetés (Francis Ford Coppola, 1974)
12. Bonnie és Clyde (Arthur Penn, 1967)
13. Gyilkosság (Stanley Kubrick, 1956)
14. Francia kapcsolat (William Friedkin, 1971)
15. Hosszú álom (Howard Hawkes, 1946)
16. A szertartás (Claude Chabrol, 1995)
17. A játéknak vége (John Boorman, 1967)
18. Fegyverek istene (John Woo, 1992)
19. Hosszú nagypéntek (John MacKenzie, 1980)
20. A próféta (Jacques Audiard, 2009)
21. Szemtől szemben (Michael Mann, 1995)
22. A sebhelyesarcú (Brian De Palma, 1983)
23. A halál keresztútján (Joel Coen, 1990)
24. A postás mindig kétszer csenget (Tay Garnett, 1942)
25. Mire megvirrad (Marcel Carne, 1939)

## Horror
1. Psycho (Alfred Hitchcock, 1960)
2. Rosemary gyermeke (Roman Polanski, 1968)
3. Ne nézz vissza! (Nicholas Roeg, 1973)
4. A vesszőből font ember (Robin Hardy, 1973)
5. Ragyogás (Stanley Kubrick, 1980)
6. Az ördögűző (William Friedkin, 1973)
7. Nosferatu (F.W. Murnau, 1922)
8. Engedj be! (Tomas Alfredson, 2008)
9. Vámpír (Carl Theodor Dreyer, 1932)
10. Kamerales (Michael Powell, 1960)
11. The Innocents (Jack Clayton, 1961)
12. A kör (Hideo Nakata, 1998)
13. A ház hideg szíve (Robert Wise, 1963)
14. A texasi láncfűrészes mészárlás (Tobe Hooper, 1974)
15. Dead of Night (Alberto Cavalcanti, Charles Crichton, 1945)
16. Dr. Caligari (Robert Wiene, 1920)
17. Halloween (John Carpenter, 1978)
18. Frankenstein menyasszonya (James Whale, 1935)
19. Ördöngösök (Henri-Georges Clouzot, 1955)
20. Meghallgatás (Miike Takashi, 1999)
21. Dracula (Terence Fisher, 1958)
22. Ideglelés (Daniel Myrick, E Sanchez, 1999)
23. Gonosz halott, Gonosz halott 2- (Sam Raimi, 1981, 1987)
24. Carrie (Brian De Palma, 1976)
25. Vámpírok (Louis Feuillade, 1915)

## Akció- és háborús film
1. Apokalipszis most (Francis Coppola, 1981)
2. Észak-Északnyugat (Alfred Hitchcock, 1959)
3. Volt egyszer egy vadnyugat (Sergio Leone, 1968)
4. Vad banda (Sam Peckinpah, 1969)
5. Gyilkos túra (John Boorman, 1972)
6. Isten városa (Fernando Meirelles, 2002)
7. A dicsőség ösvényei (Stanley Kubrick, 1957)
8. A félelem bére (Henri-Georges Clouzot, 1953)
9. Tigris és sárkány (Ang Lee, 2000)
10. Az őrület határán (Terrence Malick, 1998)
11. Az elveszett frigyláda fosztogatói (Steven Spielberg, 1981)
12. Bullitt (Peter Yates, 1968)
13. Ran – Káosz (Akira Kurosawa, 1985)
14. Drágán add az életed! (John McTeirnan, 1988)
15. Robin Hood kalandjai (Michael Curtiz, William Keighley, 1938)
16. Az üldözők (John Ford, 1956)
17. Goldfinger (Guy Hamilton, 1964)
18. Acéllövedék (Stanley Kubrick, 1987)
19. Az utolsó mohikán (Michael Mann, 1992)
20. A szarvasvadász (Michael Cimino, 1978)
21. Gladiátor (Ridley Scott, 2000)
22. Róma, nyílt város (Roberto Rossellini, 1945)
23. Butch Cassidy és a Sundance kölyök (George Roy Hill, 1969)
24. Kémek a Sasfészekben (Brian G. Hutton, 1968)
25. A Hihetetlen család (Brad Bird, 2004)

## Sci-fi, fantasy
1. 2001: Űrodüsszeia (Stanley Kubrick, 1968)
2. Metropolis (Fritz Lang, (1927)
3. Szárnyas fejvadász (Ridley Scott, 1982)
4. A nyolcadik utas: a Halál (Ridley Scott, 1979)
5. Óz, a csodák csodája (Victor Fleming, 1939)
6. E. T., a földönkívüli (Steven Spielberg, 1982)
7. Solaris (Andrej Tarkovszkij, 1977)
8. Chihiro Szellemországban (Hayao Miyazaki, 2001)
9. Csillagok háborúja (George Lucas, 1977)
10. Harmadik típusú találkozások (Steven Spielberg, 1977)
11. King Kong (Ernest B Schoedsack, Merian C Cooper, 1933)
12. Terminátor – A halálosztó és Terminátor 2. – Az ítélet napja (James Cameron, 1984/1991)
13. Mátrix (Andy & Larry Wachowski, 1999)
14. Alphaville (Jean Luc-Godard, 1965)
15. Vissza a jövőbe (Robert Zemeckis, 1985)
16. Majmok bolygója (Franklin J Schaffner, 1968)
17. Brazil (Terry Gilliam, 1985)
18. Gyűrűk ura trilógia (Peter Jackson, 2001-2003)
19. Sötét csillag (John Carpenter, 1974)
20. A nap, mikor megállt a Föld (Robert Wise, 1951)
21. Ollókezű Edward (Tim Burton, 1990)
22. Akira (Katsuhiro Otomo, 1988)
23. A herceg menyasszonya (Rob Reiner, 1987)
24. A faun labirintusa (Guillermo del Toro, 2006)
25. Csillagközi invázió (Paul Verhoeven, 1997)

## Vígjáték
1. Annie Hall (Woody Allen, 1977)
2. Borat: Kazah nép nagy fehér gyermeke menni művelődni Amerika (Larry Charles, 2006)
3. Van, aki forrón szereti (Billy Wilder, 1959)
4. Amerika Kommandó: Világrendőrség (Trey Parker, 2004)
5. Dr. Strangelove, avagy rájöttem, hogy nem kell félni a bombától, meg is lehet szeretni (Stanley Kubrick, 1964)
6. Betörő az albérlőm (Alexander Mackendrick, 1955)
7. Kacsaleves (Leo McCarey, 1933)
8. Okostojás (Wes Anderson, 1998)
9. Nemes szívek, nemesi koronák (Robert Hamer, 1949)
10. Brian élete (Terry Jones, 1979)
11. Airplane! (Jim Abrahams, David Zucker and Jerry Zucker, 1980)
12. Gimiboszi (Alexander Payne, 1999)
13. A pénteki barátnő (Howard Hawks, 1940)
14. A nagy Lebowski (Joel Coen, 1998)
15. A turné (Rob Reiner, 1984)
16. Párducbébi (Howard Hawkes, 1938)
17. Keresd a nőt! (Peter & Bobby Farrelly, 1998)
18. Tökéletlen idők (Richard Linklater, 1993)
19. M.A.S.H. (Robert Altman, 1970)
20. Idétlen időkig (Harold Ramis, 1993)
21. Spinédzserek (Amy Heckerling, 1995)
22. A diktátor (Charlie Chaplin, 1940)
23. Shop-stop (Kevin Smith, 1994)
24. A pacák (Carl Reiner, 1979)
25. Haláli hullák hajnala (Edgar Wright, 2004)

## Romantikus
1. Késői találkozás (David Lean, 1945)
2. Casablanca (Michael Curtiz, 1942)
3. Mielőtt felkel a Nap / Mielőtt lemegy a Nap (Richard Linklater, 1995/2004)
4. Kifulladásig (Jean-Luc Godard, 1960)
5. Szerelemre hangolva (Vóng Ká-vaj, 2000)
6. Legénylakás (Billy Wilder, 1960)
7. Hannah és nővérei (Woody Allen, 1986)
8. Egy makulátlan elme örök ragyogása (Michel Gondry, 2004)
9. Szoba kilátással (James Ivory, 1985)
10. Jules és Jim (François Truffaut, 1962)
11. Amit megenged az ég (Douglas Sirk, 1955)
12. Elfújta a szél (Victor Fleming, 1939)
13. Félévente randevú (Leo McCarey, 1957)
14. Cherbourgi esernyők (Jaques Demy, 1964)
15. Elveszett jelentés (Sofia Coppola, 2003)
16. Római vakáció (William Wyler, 1953)
17. WALL·E (Andrew Stanton, 2008)
18. Éjszakám Maudnál (Eric Rohmer, 1969)
19. Itáliai utazás (Roberto Rossellini, 1954)
20. Doktor Zsivágó (David Lean, 1965)
21. Harold és Maude (Hal Ashby, 1971)
22. Harry és Sally (Rob Reiner, 1989)
23. Mondhatsz akármit (Cameron Crowe, 1989)
24. Azok a csodálatos Baker fiúk (Steve Kloves, 1989)
25. Diadalmas szerelem (Emeric Pressburger, Michael Powell, 1946)